# Rabab

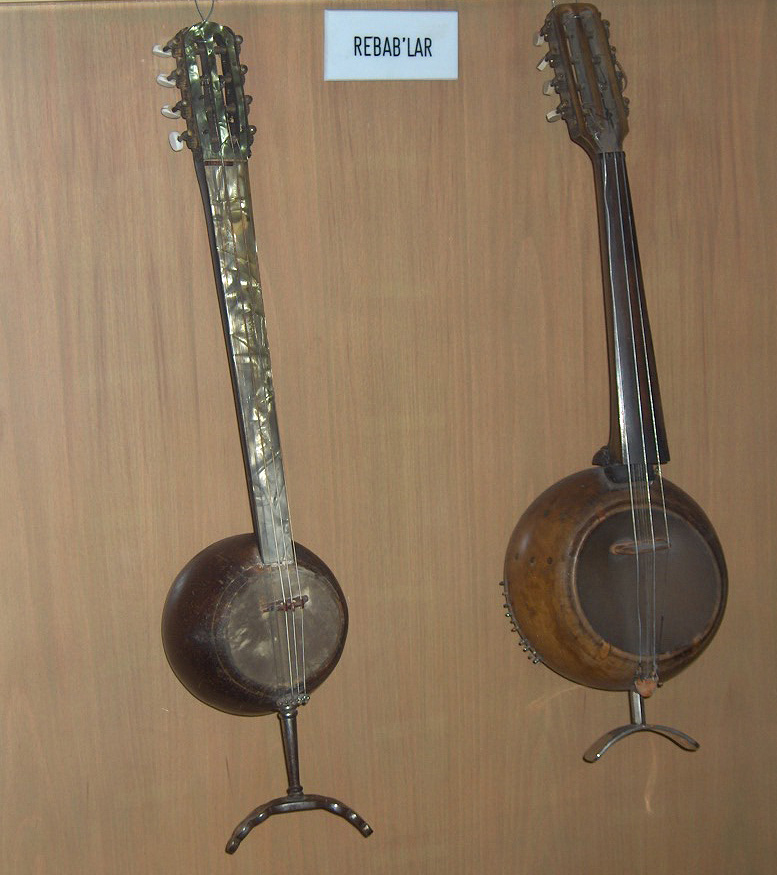
Instrument från Jalal ad-din Rumis mausoleum i Konya, Turkiet.

Rabab, eller rebab, är ett stränginstrument som härstammar från Afghanistan, Iran och Centralasien, och som används även inom den indiska folkmusiken. Rabab är ett mycket gammalt instrument som utvecklats vidare som bl.a. indiska musikinstrument sarod och sarangi. I Indien används  Rabab i huvudsakligen i Kashmir, medan i Afghanistan räknas det som nationalinstrument.